# Нинсян
Нинся́н (кит. упр. 宁乡, пиньинь Níngxiāng, буквально: «успокоенная волость») — городской уезд городского округа Чанша провинции Хунань (КНР).

## История
В эпоху Троецарствия, когда эти земли находились в составе государства У, здесь в 257 году был создан уезд Синьян (新阳县). После объединения китайских земель в составе империи Цзинь он был переименован в Синькан (新康县). В эпоху Пяти династий и 10 царств уезд был расформирован.
Во времена империи Сун в 977 году на стыке трёх уездов был вновь создан отдельный уезд, получивший название Нинсян (宁乡县).
После образования КНР в 1949 году был создан Специальный район Иян (益阳专区), и уезд вошёл в его состав. В 1952 году уезд был передан в состав Специального района Сянтань (湘潭专区), в 1962 году вновь вернулся в состав Специального района Иян. В 1970 году Специальный район Иян был переименован в Округ Иян (益阳地区). В 1983 году уезд был передан под юрисдикцию властей Чанша.
В 2017 году уезд Нинсян был преобразован в городской уезд.

## Административное деление
Городской уезд делится на 4 уличных комитета, 21 посёлок и 4 волости.